# Kabupaten Aceh Timur
Kabupaten Aceh Timur es una de las Regencias o Municipios (kabupaten) localizado en la provincia de Aceh en Indonesia. El gobierno local del kabupaten y la capital se encuentra en la ciudad de Idi Rayeuk.
El kabupaten de Aceh Timur comprende una superficie de 6.040,40 km² y ocupa parte del norte de la isla de Sumatra. Se localiza en la costa este de la provincia de Aceh. La población se estima en unos 312.274 habitantes.
El kabupaten se divide a su vez en 21 Kecamatan, 580 Kelurahan / Desa.

## Lista de Kecamatan
1. Banda Alam
2. Birem Bayeun
3. Darul Aman
4. Darul Iksan
5. Idi Rayeuk
6. Idi Tunong
7. Indra Makmur
8. Julok
9. Madat
10. Nurussalam
11. Pante Beudari
12. Peudawa
13. Peureulak
14. Peureulak Barat
15. Peureulak Timur
16. Rantau Selamat
17. Ranto Peureulak
18. Serba Jadi
19. Simpang Jernih
20. Simpang Ulim
21. Sungai Raya

## Enlaces
- Website de la provincia de Aceh (en indonesio)

- Datos: Q5674
- Multimedia: East Aceh Regency / Q5674